# Analyse qualitative (chimie)
Pour les articles homonymes, voir Analyse qualitative.
En chimie, l’analyse qualitative est l’ensemble des méthodes d’analyse chimique qui permettent d’identifier les substances chimiques présentes dans un échantillon. Elle est en cela complémentaire de l'analyse quantitative où l'on cherche à déterminer la concentration des différents composés recherchés.
Elle porte sur la détection d'éléments chimiques, des composés ou des groupes fonctionnels sans tenir compte de leurs proportions.

## Techniques
L'analyse qualitative peut être :
- instrumentale en utilisant par exemple la spectroscopie infrarouge qui permet l’identification des groupes fonctionnels d’un composé organique ;
- non-instrumentale, basée sur :
  - les propriétés extérieures de la matière telles que l'état physique, la couleur, la forme et la texture. L'odorat et le goût peuvent être aussi utilisés mais en raison de la toxicité potentielle des substances inconnues, il est interdit de sentir ou de goûter les échantillons,
  - un changement visible à la suite d'un test chimique ou d'un test de flamme. Le changement visible peut être par exemple un changement de couleur, la formation d’un précipité ou d'un gaz.

## Matières testées
L'analyse qualitative peut concerner :
- les différents états de la matière, comme les gaz : voir Analyse qualitative des gaz ;
- les composés organiques et les composés inorganiques : voir Analyse organique et Analyse qualitative inorganique.

## Exemples en chimie organique
Détection des groupes fonctionnels tels que l'alcool ou d'une amine, par réaction caractéristique :
- Appartenance d'un alcool à l'une des trois classes d'alcool : test de Lucas
- Appartenance d'une amine à l'une des trois classes d'amine : test de Hinsberg
- Identification des aldéhydes : réaction de Schiff, réaction de Fehling, réaction de Tollens
- Identification des composés organiques insaturés, appelés alcènes : test au dibrome
- Identification d'une insaturation dans une chaine carbonée : test de Bayer
- Identification d’halogènes (hors fluor) : test de Beilstein

## Exemples en biochimie
- Identification des glucides : 
  - Méthodes basées sur le pouvoir réducteur des glucides : réaction de Fehling, réactif de Benedict, réaction de Tollens, réactif de Nylander
  - Méthodes basées sur les dérivés furfuraliques des glucides : réaction de Molisch, réaction de Seliwanoff, test de Bial.
  - Identification de l’amidon : test à l’eau iodée (solution de lugol)
  - Identification de la cellulose : test à la solution de Schulze
- Identification des lipides : 
  - Identification des lipides : test d'émulsion
  - Identification du cholestérol : réaction de Salkowski, réaction de Liebermann-Burchard
- Identification des protides :
  - Identification des acides aminés : réaction de Millon, réaction de Sakaguchi, réaction d’Adam Kievier-Hopkins, réaction de Pauly, réaction xanthoprotéique
  - Identification des peptides et des protéines : réaction du biuret.